# Чумак, Андрей Кондратьевич
Андрей Кондратьевич Чумак (укр. Андрій Кіндратович Чумак, 1877 — 1919) — революционер, политический деятель, руководитель Российского отдела Социалистической партии Америки.

## Биография
Из бедной казачьей семьи. После окончания церковно-приходской школы идёт работать на завод братьев Иловайских в Макеевку. Четыре года работает слесарем, затем помощник машиниста на железной дороге в Горловке, вступил в марксистский кружок. Переведён из Горловки на станцию Харцызск, куда приехал вместе с женой Прасковьей Тимофеевной и своим первенцем Василием. В Харцызске также посещает марксистский кружок. В 1902 переезжает в Елисаветполь, где становится машинистом, и водит поезда из Тифлиса и Баку, там же рождается второй ребёнок, Александр, а вскоре и третий ребёнок. У железнодорожного депо знакомится, и затем дружит с П. А. Джапаридзе. После раскола партии на II съезде РСДРП становится большевиком.
Был участником Революции 1905—1907 годов на Кавказе. Арестован по приказу генерала И. А. Снарского и заключён в Метехский замок. РСДРП(б) выделяет из партийной кассы 5000 рублей золотом и вносит залог, после чего осенью 1906 А. К. Чумак с женой и тремя малолетними детьми тайно покидает Тифлис и, загримированный под респектабельного чиновника, направляется через Одессу в местечко Вержболово на границе с Германской империей. Нелегально, при помощи нанятого партией контрабандиста, вместе с семьёй переходит границу. В Гамбурге садится на пароход и высаживается в Лондоне, где подписывает контракт на работу в Соединённых Штатах и две недели выезжает в Америку.
Работая по контракту, выступал на съездах Социалистической партии Америки в Чикаго, Нью-Йорке, встречался с Ю. Дебсом, У. Д. Хейвудом, Д. Г. Чейни и другими, становится главой Российского отдела партии.
После революционных событий прибыл на Дальний Восток из США в 1917 году вместе с А. Я. Нейбутом. В начале июня 1918 направлен Приморским комитетом РКП(б) в Никольск-Уссурийск, избран председателем Совета рабочих и солдатских депутатов. Оставив семью на станции Хэндаохэцзы, отправился воевать против интервентов и белогвардейцев, назначен членом военного совета, командовал бронепоездом, прикрывая отход красногвардейцев, эвакуируемых госпиталей и учреждений в Спасск-Дальний. Был схвачен во время разведки, и помещён в тюрьму Благовещенска, где заболел тифом. Вызволен из заключения партийным подпольем при организации Ф. Н. Мухина и содействии приехавшей из Харбина жены, Прасковье Тимофеевны. Весной 1919 схвачен на конспиративной квартире, на допросах подвергался избиениям и пыткам, но ничего не сообщил. Расстрелян среди 16 амурских комиссаров в карьере под Благовещенском.
Сын — Василий.

## Память
В 1987 году ему открыт памятник в Великих Сорочинцах.